# Sesleria ovata
Sesleria ovata là một loài thực vật có hoa trong họ Hòa thảo. Loài này được (Hoppe) A.Kern. miêu tả khoa học đầu tiên năm 1881.